# Хван Хє Йон
Хван Хє Йон (кор. 황 혜영; нар. 16 липня 1966) — південнокорейська бадмінтоністка, олімпійська чемпіонка.

## Спортивні досягнення
Чемпіонка літніх Олімпійських ігор 1992 в Барселоні в жіночому парному розряді (з Чон Сойон).
Срібна призерка чемпіонату світу з бадмінтону 1989 року в парному жіночому розряді (з Чон Мюнхі).
Двічі бронзова призерка чемпіонатів світу з бадмінтону: 1987 року в парному жіночому розряді (з Чон Мюнхі) та 1991 року в парному жіночому розряді (з Чон Сойон).